# Ropušnička trnitá
Ropušnička trnitá (Ablabys macracanthus) je paprskoploutvá ryba z čeledi Tetrarogidae.
Druh byl popsán roku 1852 nizozemským ichtyologem Pieterem Bleekerem

## Popis a výskyt
Dosahuje délky max. 20 cm.
Má tmavě či světle hnědou barvu. Je podobná druhu Ablabys gymnothorax, jenž byl popsán roku 2018 japonskými ichtyology Chungthanawongem a Motomurou.
Byla nalezena ve vodách ve Východním Indickém oceánu, a to v Andamanském moři (Myanmar a Thajsko) a v Západním Pacifiku. Je pobřežní rybou a obvykle si hledá bahnité a písčité stanoviště většinou v ústích řek a pobřežních svazích. Napodobuje suché listí a další nečistoty.